# Asmate faeculenta
Asmate faeculenta là một loài bướm đêm trong họ Geometridae.